# デーオガーオン
デーオガーオン（英語：Deogaon）は、インドのオリッサ州、ケオンジャル県の小村。住民のほとんどはヒンドゥー教を信仰している。

## 歴史
かつて、この地域は仏教が繁栄していたが、しだいにヒンドゥー教が優勢となった。
900年頃、シヴァ神を祀るクシャレーシュワル寺院が建設された。
1803年12月、第二次マラーター戦争で敗北したボーンスレー家はこの地でイギリスと講和条約を結んだ（デーオガーオン条約）

## 地理
- アーナンドプルから10km
- ケオンジャルから90km
- ブバネーシュワルから170km